# Cantonul Clères
Cantonul Clères este un canton din arondismentul Rouen, departamentul Seine-Maritime, regiunea Haute-Normandie, Franța.

## Comune
| Comune                     | Populație (1999) | Cod poștal | Cod INSEE |
| -------------------------- | ---------------- | ---------- | --------- |
| Anceaumeville              | 714              | 76710      | 76007     |
| Authieux-Ratiéville        | 342              | 76690      | 76038     |
| Le Bocasse                 | 725              | 76690      | 76105     |
| Bosc-Guérard-Saint-Adrien  | 776              | 76710      | 76123     |
| Cailly                     | 739              | 76690      | 76152     |
| Claville-Motteville        | 233              | 76690      | 76177     |
| Clères                     | 1 266            | 76690      | 76179     |
| Eslettes                   | 1 396            | 76710      | 76245     |
| Esteville                  | 376              | 76690      | 76247     |
| Fontaine-le-Bourg          | 1 481            | 76690      | 76271     |
| Frichemesnil               | 402              | 76690      | 76290     |
| Grugny                     | 972              | 76690      | 76331     |
| La Houssaye-Béranger       | 498              | 76690      | 76369     |
| Mont-Cauvaire              | 566              | 76690      | 76443     |
| Montville                  | 4 644            | 76710      | 76452     |
| Quincampoix                | 2 690            | 76230      | 76517     |
| La Rue-Saint-Pierre        | 379              | 76690      | 76547     |
| Saint-André-sur-Cailly     | 821              | 76690      | 76555     |
| Saint-Georges-sur-Fontaine | 761              | 76690      | 76580     |
| Saint-Germain-sous-Cailly  | 210              | 76690      | 76583     |
| Sierville                  | 859              | 76690      | 76675     |
| Yquebeuf                   | 218              | 76690      | 76756     |